# Holcocerus zarudnyi
Holcocerus zarudnyi is een vlinder uit de familie van de houtboorders (Cossidae). De wetenschappelijke naam van de soort is voor het eerst geldig gepubliceerd in 1902 door Grum-Grshimailo.